# David Leon Toups

Wappen von David Leon Toups

David Leon Toups (* 26. März 1971 in Seattle) ist ein US-amerikanischer römisch-katholischer Geistlicher und Bischof von Beaumont.

## Leben
David Leon Toups wuchs im Süden Louisianas und später in Florida auf, wo er in Clearwater die High School besuchte. Vor dem Eintritt in das Priesterseminar studierte er von 1988 bis 1990 am Florida Southern College in Lakeland. Seine philosophischen und theologischen Studien absolvierte er zunächst am Priesterseminar in Miami und anschließend von 1993 bis 1997 am Päpstlichen Nordamerika-Kolleg in Rom, wo er an der Päpstlichen Universität Gregoriana das Lizenziat in Theologie erwarb. Der New Yorker Weihbischof Edwin Frederick O’Brien spendete ihm am 3. Oktober 1996 im Petersdom die Diakonenweihe. Am 14. Juni 1997 empfing er durch Bischof Robert Nugent Lynch das Sakrament der Priesterweihe für das Bistum Saint Petersburg.
Bis 2001 war er zunächst in der Pfarrseelsorge in Spring Hill tätig und gehörte dem Priesterrat des Bistums sowie der nationalen Vereinigung der Priesterräte an. Anschließend studierte er von 2002 bis 2004 an der Päpstlichen Universität Heiliger Thomas von Aquin in Rom, an der er zum Dr. theol. promoviert wurde. Von 2004 bis 2006 war er Professor für Sakramententheologie und Liturgiewissenschaft am Regionalseminar Saint Vincent de Paul in Boynton Beach. Von 2007 bis 2010 war er Vizedirektor des Sekretariats der Bischofskonferenz der Vereinigten Staaten für Klerus, geweihtes Leben und Berufungen. Nach zwei Jahren als Pfarrer in Tampa war er seit 2012 Regens des Regionalseminars in Boyton Beach.
Papst Franziskus ernannte ihn am 6. Juni 2020 zum Bischof von Beaumont. Der Erzbischof von Galveston-Houston, Daniel Kardinal DiNardo, spendete ihm am 21. August desselben Jahres die Bischofsweihe. Mitkonsekratoren waren der Bischof von Dallas, Edward James Burns, und sein Amtsvorgänger Curtis John Guillory SVD.